# José de la Oyuela
José de la Oyuela fue un comerciante español que afincado en la Ciudad de Buenos Aires desempeñó funciones en el Cabildo de la ciudad y luchó en su defensa en ocasión de las Invasiones Inglesas, siéndole reconocido por sus méritos el grado de teniente coronel de milicias.

## Biografía
José de la Oyuela y León nació en Torre de la Vega, Santander, Castilla la Vieja, España, en 1756, hijo de Andrés de Oyuela y Bernarda Diana.
Establecido con sus padres en la ciudad de Buenos Aires en 1770 se dedicó al comercio, incluido el tráfico de esclavos y el comercio de ultramar, logrando una destacada posición. El 18 de septiembre de 1795 se desestimaba por precio excesivo un proyecto presentado por él encabezando a otros vecinos de Buenos Aires para abastecer a la Real Armada. En noviembre de 1798 adquirió la corbeta portuguesa Santa Ana y San José (a) el Camarón.
En 1801 se convirtió en regidor del Cabildo de Buenos Aires y en 1802 y 1804 en su síndico procurador.
Era abierto partidario de la liberalización del comercio exterior. Participó de la lucha por la reconquista de la ciudad, ocupada durante la invasión británica de 1806.

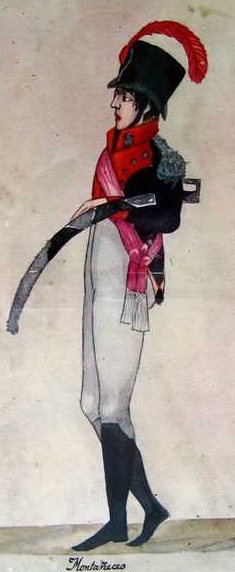
Oficial del Batallón de Voluntarios Cántabros Montañeses.

Después del triunfo, el 6 de septiembre de 1806 Santiago de Liniers convocó al pueblo de Buenos Aires a formar cuerpos de milicias según sus provincias de origen, entre ellos los que llamó "invencibles cántabros". El 10 de septiembre Liniers comunicó al ministro Manuel Godoy que entre las unidades de infantería estaría la "Banda de Viscaínos, que comprende los oriundos de las tres provincias, los Navarros, y Montañeses, cuyo punto de reunión sería el Convento de Santo Domingo". El 11 de septiembre de 1806 se reunieron en el Fuerte para organizar el nuevo cuerpo. El 18 de septiembre Liniers decretó la creación del Tercio de Cántabros Montañeses, y el 23 de septiembre se definía su plana mayor, encabezada por José de la Oyuela, secundado por Manuel de la Piedra quien al poco tiempo sería reemplazado por Pedro Andrés García.
Durante la segunda invasión inglesa al Río de la Plata luchó en defensa de la ciudad con sus hijos José María y José Gabriel (teniente de la 2.º compañía), destacando en la acción del 5 de julio contra las tropas de Crawford que se había fortificado en el convento de Santo Domingo.
Oyuela al mando de su unidad se mantuvo fiel a Liniers y tomó parte activa en la represión del movimiento del 1 de enero de 1809, la Asonada de Álzaga.
Por su actuación un decreto de la Junta de Sevilla lo ascendió al grado de teniente coronel el 13 de enero de 1809. Su unidad subsistió con el N°4 tras la reorganización de las milicias ordenada por el nuevo virrey Baltasar Hidalgo de Cisneros.
Estaba casado con María Francisca Caballero Negrón y de la Torre, con quien tuvo varios hijos, entre ellos y aparte de los mencionados José María (1786, 1846) y José Gabriel (1788, 1823) que lucharían por la independencia y en los conflictos civiles de su país, a María Manuela de la Oyuela Negrón, quien casó con Juan José Lavalle González Bordallo, hermano del general Juan Lavalle, María Antonia, Ángel, Fernando y José Calixto de la Oyuela Negrón. Era tío y tutor de Francisco Narciso de Laprida.
Probablemente falleció antes de efectuarse el cabildo abierto del 22 de mayo de 1810 dado que no estuvo presente en el mismo, que tras la elevación a regimiento de su unidad por decisión de la Primera Junta (del 29 de mayo de 1810) el 9 de junio Pedro Andrés García fue puesto al frente, y finalmente que un decreto de la Primera Junta de fecha 11 de septiembre de 1810 dispuso abonar una pensión a su viuda en consideración a sus servicios.